# 李凝之
李凝之（？—？），字惠坚，陇西郡狄道县（今甘肃省定西市临洮县）人，出自陇西李氏姑臧房，是凉武昭王六代孙，北魏散骑常侍、车骑将军、定州刺史、安城文恭伯李韶的孙子，北魏通直散骑侍郎李瑾第六子，北齐官员。

## 生平
李凝之和兄弟们都有才具与名望，官至光州中从事，不是自己的喜好，勉强就任，任期届满后直接返回了冀州枣强的村野房舍。李凝之懂得草药的药性，经常自己坚持服药，年老之后心智才力也不衰减。他十分爱好古代的经典，在礼仪制度上很用心，直到晚年也没有松懈倦怠，最终在隋朝仁寿年间去世。

## 家族

### 父母
- 李瑾，北魏通直散骑侍郎
- 范阳卢氏，北魏秘书监、固安懿伯卢渊之女[3][4]

### 兄弟姐妹
- 李产之，北齐北豫州司马
- 李倩之，北齐轻车将军、尚书考功郎中
- 李寿之，北齐梁州中从事
- 李礼之，北齐司徒骑兵参军
- 李行之，隋朝唐州下溠郡太守、固始县男
- 李氏，嫁北齐仪同三司、金紫光禄大夫、须昌县公司马膺之

### 儿子
- 李君志
- 李君范
- 李君徹
- 李君可
- 李君异，唐朝润州延陵县县令
- 李君德
- 李君平，唐朝冀州刺史